# Gnome et Rhône 14K Mistral Major
Le Gnome et Rhône 14K Mistral Major est un moteur aéronautique à pistons refroidi par air, à 14 cylindres en double étoile, conçu et produit par le motoriste français Gnome et Rhône. Grand succès de son constructeur au milieu des années 1930, il fut supplanté peu avant la Seconde Guerre mondiale par son évolution le Gnome et Rhône 14N. D'un design très abouti, ce moteur a été produit sous licence à des milliers d'exemplaires dans toute l'Europe et au Japon, et a été utilisé dans un très grand nombre d'avions.

## Conception initiale
Au sortir de la Grande Guerre, Gnome-Rhône qui avait tout misé sur les moteurs rotatifs, se retrouvait sans projet de développement alors que ce type de moteur se révélait une impasse irrémédiable. Les difficultés qui s'ensuivirent allaient provoquer l'éviction des fondateurs au profit d'un pool financier dirigé par le banquier Lazare Weiller.
Son fils Paul-Louis Weiller, ingénieur des Arts et Métiers, héros de l'aviation en 1914-1918, fut nommé administrateur délégué et devint rapidement l'artisan d'un redressement spectaculaire. Un de ses premiers actes fut d'acquérir la licence du moteur Bristol Jupiter. Ce moteur à neuf cylindres en étoile, refroidi par air, était alors au début de son développement, et il fut "francisé" (utilisation de visserie et boulonnerie métrique, accessoires nationaux, etc.) et peu à peu amélioré, tout en étant largement vendu ou licencié par le motoriste français dans les pays d'Europe, Bristol s'en étant réservé la commercialisation sur la seule zone du Commonwealth. Toutefois, le Jupiter et son petit frère le Titan (Jupiter à course réduite) souffraient d'une architecture des culasses extrêmement problématique, et subissaient de graves pannes chroniques liées à la surchauffe et au grillage des soupapes. C'est sur une panne de son unique moteur Jupiter que s'écrasa au sol la berline SPAD 56 qui transportait Maurice Bokanowski, ministre du Commerce et de l'Industrie, des P.T.T. et de l'Aéronautique, en septembre 1928. L'accident eut un retentissement considérable.
Mais au salon de 1930, Gnome-Rhône présenta un nouveau modèle, le "Titan-K", développé à partir du Titan (Jupiter à course réduite), mais avec une architecture haute entièrement revue : deux soupapes en V commandées par culbuteurs sur chacune des culasses d'un dessin totalement nouveau, en alliage léger, très ailetées et vissées sur les cylindres. Gnôme-Rhône annonçait des performances nettement supérieures au modèle d'origine, tant en puissance et consommation, qu'en endurance. La lettre K indiquait que le moteur avait été étudié et produit dans l'usine parisienne du boulevard Kellerman.
En juin 1931, Gnome-Rhône signalait la généralisation du cylindre K sur tous les moteurs de sa gamme, ce qui l'affranchissait de fait des licences Bristol. Très rapidement les modèles allaient se limiter aux moteurs homologués en 1932, les 5K "Titan", 7K "Titan Major" et 9K "Mistral". Ces moteurs étaient tous construits à partir du même cylindre monté en nombre variable (5, 7 ou 9) sur les carters.
La même année, le motoriste présentait le 14K "Mistral Major", version à double étoile du 7K. Homologué en janvier 1932 à 660 ch, le moteur allait rapidement monter en puissance et se voir présenter en version suralimentée et équipée de réducteur. La mise en service des premiers modèles dans l'Armée de l'air amena de nombreuses modifications (nitruration des cylindres, notamment) et renforcements visant à améliorer la tenue en puissance et l'endurance.
En 1935, les versions du 14 K produites étaient les suivantes :
- 14Kdrs / 14Kgrs : compresseur tournant à 8,51 fois la vitesse du moteur, pression nominale d’admission 735 mmHg, 810 mm en surcharge - puissance nominale 690 ch au décollage, 800 ch rétablis à 3 850 m, en surcharge 750 ch au décollage, 850 ch à 3 400 m. Compression 5,50 à 1, réducteur à pignons coniques type Farman de rapport 2/3. Les deux modèles ne diffèrent que par leur sens de rotation.

- 14Kirs / 14Kjrs : comme les précédents, mais pression d’admission nominale portée à 820 mmHg, 900 mm en surcharge - puissance nominale 770 ch au décollage, 870 ch rétablis à 3 200 m, en surcharge 850 ch au décollage, 940 ch à 2 600 m.

- 14Kdrs1 / 14Kgrs1 : compresseur tournant à 6,40 fois la vitesse du moteur avec pression maximale d’admission de 735 mmHg, 810 mm en surcharge - puissance nominale 740 ch au décollage, 815 ch rétablis à 2 180 m, en surcharge 1 065 ch au décollage. Autres caractéristiques comme les précédents.

- 14Kirs1 / 14Kjrs1 : compresseur de rapport 6,40, pression d’admission portée à 820 mmHg nominaux, 900 mm en surcharge - puissance nominale 850 ch au décollage, 925 ch rétablis à 1 400 m, en surcharge 930 ch au décollage, 960 ch à 800 m.

Une version « spéciale chasseurs » fut développée, le 14Kes. Ce moteur en prise directe avait son taux de compression porté à 6,1 à 1 ; il donnait 765 ch au décollage (800 ch en surcharge), et 880 ch à 3 580 m.

## Description

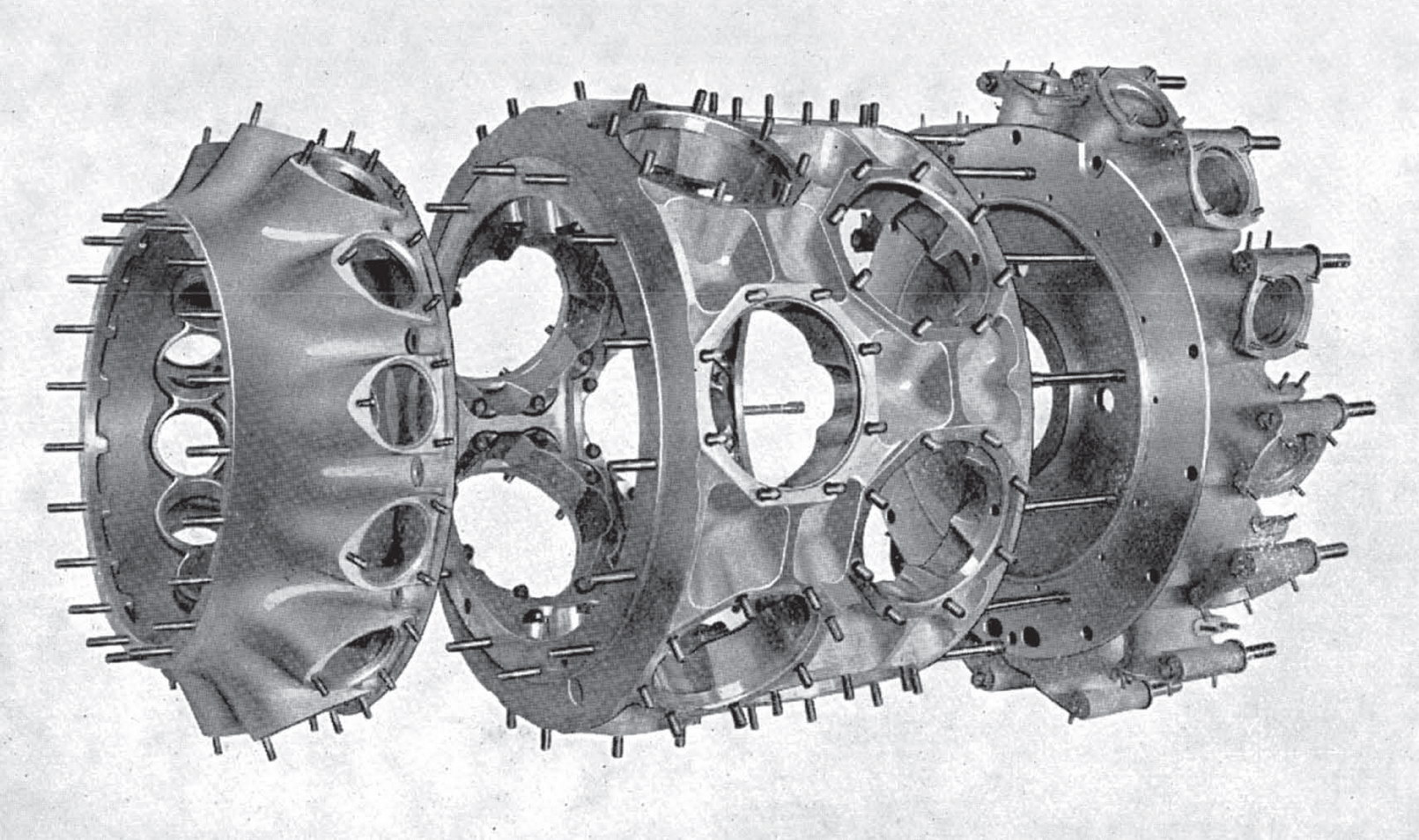
Carters des Gnome-Rhône 14K / 14N

D'une cylindrée de 38 762 cm3, le 14 K est construit autour d’un carter central d'une seule pièce, obtenu par usinage intégral d’un bloc de duralumin forgé, et d’une résistance réputée supérieure à celle d’un carter acier en deux ou trois éléments. Ce carter central est fermé à l’avant par le carter de distribution, à l’arrière par celui du compresseur, qui tous les deux intègrent un voile portant les roulements principaux du vilebrequin, ainsi que d’autres entraînements (plateau à cames à l’avant, pignonnerie du compresseur à l’arrière). Les accessoires (magnétos, pompes à huile et à essence, génératrice, pompe à vide) et prises de mouvements sont rassemblés sur un couvercle arrière.
Le vilebrequin en acier au nickel-chrome est en trois parties assemblées par quatre boulons de serrage, selon une technique éprouvée par Bristol. Il tourne sur trois roulements, un à billes, deux à rouleaux, sans palier central. L’emploi d’un vilebrequin assemblé permet l’usage de deux bielles maitresses monobloc pourvues de paliers lisses, portant chacune six biellettes.
Les cylindres sont composés d’un fût acier, pourvu d’ailettes usinées dans la masse. Les culasses, en alliage léger coulé en coquille, sont vissées à chaud sur les fûts, avec une frette acier à portée conique assurant le serrage et supportant les contraintes radiales. Le tout est fixé sur le carter principal au moyen de huit goujons et écrous. L'ensemble de l'ailettage présente une surface de 15 dm2 par litre de cylindrée, une valeur normale au début des années 1930 pour un moteur refroidi par air.
Les culasses reçoivent une soupape d’admission et une d’échappement, cette dernière remplie de sodium pour le refroidissement. On y trouve également les équipements classiques pour les moteurs français des années 1930 : double allumage et clapets de démarrage.
La distribution du 14K est particulière, en ce sens qu’il n’existe qu’un double plateau de cames à l’avant, d’où partent 14 paires de tiges de culbuteurs agencées en « V » et donnant au moteur un aspect tout à fait caractéristique. Ce procédé permet entre autres d’utiliser les mêmes cylindres pour les deux étoiles, ce qui n’est pas le cas des moteurs concurrents où les cylindres arrière ont leurs culbuteurs inversés par rapport aux cylindres avant. En contrepartie, il impose un angle assez fermé entre les soupapes.
Les axes des culbuteurs ne sont pas solidaires de leur logement, mais sont maintenus via de longues tiges boulonnées à la base des culasses. Ce système complexe, que l'on trouve aussi chez d'autres motoristes, notamment Armstrong-Siddeley, est destiné à garantir les jeux aux soupapes indépendamment de la dilation de l’ensemble cylindre-culasse. Mis au point sur le 14K, il sera employé sur tous les moteurs suivants de la firme, à l’exception du petit 14M.
Les chambres de combustion sont hémisphériques. Les pistons en alliage RR49 forgé et entièrement usinés, portent 4 segments ; leur fonds concave procure un taux de compression de 5,5, compatible avec les essences en usage au milieu des années 1930.
Le circuit de lubrification repose classiquement sur une pompe de pression et une de vidange, toutes deux à engrenages. Le circuit, qui débite 950 l/h sous une pression de 5 kg/cm2 (490,33 kPa ou 4,9 bar), traverse le vilebrequin et intéresse l’embiellage, l’entraînement de la distribution et le double plateau à cames, et le réducteur. À l’arrière du moteur, l’huile sous pression parvient également au compresseur et son train multiplicateur, ainsi qu’aux différents pignons d’entraînement des magnétos, génératrice et pompes à essence. Curieusement, les éléments supérieurs de la distribution ne bénéficient pas de graissage sous pression, les boîtiers de culbuteurs étant simplement garnis de « graisse consistante ».
La transmission du mouvement à l’hélice se fait de différentes façons suivant les versions ; outre les modèles à prise directe, on en trouve certains équipés de réducteurs planétaires à pignons droits, d’autres de réducteurs type Farman à satellites coniques, de rapport 2/3, 5/7 ou ½, tous trois interchangeables et portés par un carter vissé sur celui de distribution.
À l’arrière du moteur, le compresseur est entraîné par un jeu d’engrenages multiplicateurs incluant embrayage centrifuge et « pignon élastique » pour préserver le rotor des à-coups de fonctionnement. Le rouet à admission tangentielle tourne à 6,40 ou 8,51 fois la vitesse du moteur suivant les variantes. La chambre de tranquillisation annulaire porte 14 pipes d’admission, lesquelles reçoivent chacune un pare-flamme (anti-retour) Venus. La pression nominale d’admission s'établissait, suivant les versions, de 770 à 820 mmHg (1,03 bar à 1,09 bar).

## Développement

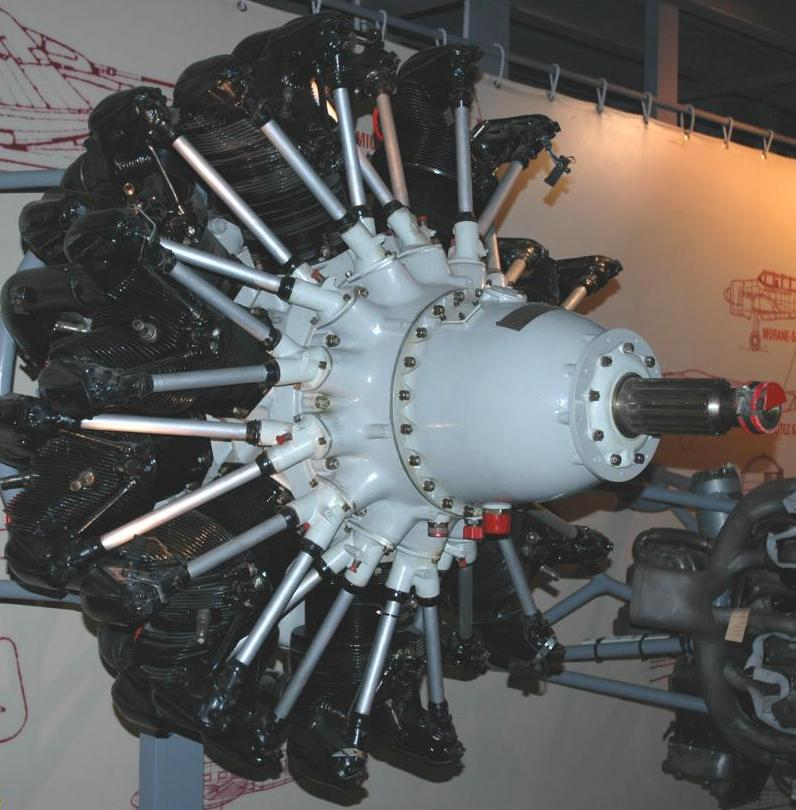
photo de ce moteur

Le 14K ne donnait que 660 ch lors de sa première homologation en janvier 1932. Rapidement, le potentiel du moteur fut développé, la gamme culminant trois ans plus tard avec les modèles présentés plus haut. Les perfectionnements portaient sur les compresseurs, les réducteurs, le renforcement des pistons et de l’embiellage, la nitruration des cylindres, l'augmentation du taux de compression porté à 6,1:1 sur certains modèles, et surtout une augmentation sensible des ailettages des cylindres et culasses, qui étaient assez réduits sur les premiers modèles présentés. Le pas des ailettes passa de 12 à 5 mm sur les culasses et de 5 à 4,25 mm sur les cylindres, portant les surfaces radiantes de 15 à 22 dm2 par litre de cylindrée.
Toutefois, la nette augmentation de performances des dernières versions, qui approchaient les 1 000 ch, imposa l'utilisation de nouveaux ensembles cylindre-culasse à l'ailettage très augmenté, initialement conçus pour le gros 18L, et assortis de nouveaux renforcements visant à améliorer l'endurance. Ce modèle, initialement présenté au printemps 1936 comme le "14 K 1937", allait donner naissance à un nouveau type, le Gnome et Rhône 14N, qui supplanta en quelques mois le 14K.
Parallèlement au développement du Gnome et Rhône 14N, le motoriste conçut un autre 14 cylindres reprenant exactement les principes constructifs du 14K avec une cylindrée réduite de moitié. Ce fut le Gnome et Rhône 14M, l'un des plus beaux succès de la firme.

## Approche critique
Le 14 K resta toujours un moteur relativement fragile et d’un fonctionnement délicat ; sa mauvaise réputation tenait plus à l’accumulation de petites pannes qu’à de réelles défaillances, mais les performances étaient en deçà de celles annoncées par la communication triomphante du motoriste, qui mélangeait souvent les meilleures puissances avec les meilleures altitudes de rétablissement, voire avec la notion typiquement française d' "équivalent de puissance" (puissance au sol d'un moteur non suralimenté, qui donnerait la même puissance en altitude que le modèle présenté). Toutefois, un rapport déposé lors des premiers incidents de mise en service dans l'Armée de l'Air montre que la genèse du 14K avait été difficile, et que le 14Kdrs avait dû repasser ses tests six fois avant d'être homologué, en septembre 1933, à la puissance de 770 ch. C'est à la suite de ces incidents que la nitruration des cylindres fut imposée par l'État au motoriste.
De son côté, Gnome & Rhône incriminant - cela allait devenir son leitmotiv - la piètre qualité des capotages conçus par les avionneurs, s'était lancé dans ses propres recherches de capotage style "NACA", qui débouchèrent sur la mise au point des capots à bouclier et déflecteur caractéristiques de cette époque, et que l'on allait retrouver sur nombre d'avions contemporains comme l'Amiot 143 ou les Bloch 210 et 220.
Dans ses dernières versions, le 14K était prévu pour une durée de vie de 400 heures, avec un dégroupage toutes les 100 ou 150 h.
A l’été 1937, une série d’accidents au décollage frappa les Bloch 210, qui furent interdits de vol et ne purent reprendre l’air que remotorisés avec des Gnome et Rhône 14N, qui étaient des 14K encore renforcés et à l’ailettage bien plus généreux.

## Licences à l’étranger
Malgré ses défauts, le 14 K qui avait peu de concurrents au moment de sa sortie, se révéla rapidement un grand succès commercial et sa licence fut vendue dans de très nombreux pays d’Europe : Italie (Piaggio et Isotta-Fraschini), Belgique (SABCA à Bruxelles), Hongrie (Manfred Weiss à Budapest), Tchécoslovaquie (Walter à Prague), Roumanie (IAR Industria Aeronautică Română à Brasov) et URSS (usine Toumanski). Elle fut également cédée en 1935 à Mitsubishi au Japon, qui ne le mit pourtant pas en production, mais resta très attentif aux progrès du motoriste français, et s'inspira des solutions du 14K et de son successeur le 14N pour concevoir ses propres moteurs, notamment le Kinsei.
Certains licenciés adaptèrent le moteur à leurs propres contraintes de fabrication. La version italienne du 14 K produite par Piaggio était dénommée P.XI bis RC40. Les supports de paliers de vilebrequin intégrés aux carters de distribution et de compresseur, trop complexes à usiner, furent remplacés par de simples disques insérés entre les carters, pendant que le moteur recevait un carburateur inversé, entraînant une autre modification du carter arrière.

## Applications
- Amiot 143
- Aero A.102
- Bloch MB.200
- Bloch MB.210
- Breguet 460
- Breguet 521
- Farman F.222
- Loire 46 C1
- PZL P.24
- Potez 62
- Potez 651

### Avions motorisés par les évolutions du 14K
- Heinkel He 70
- Manfred Weiss WM K.14
- MÁVAG Héja
- Weiss WM-21 Sólyom
- Breda Ba.65
- Breda Ba.88
- Caproni Ca.135
- Caproni Ca.161
- CANT Z.1007
- Reggiane Re.2000
- Savoia-Marchetti SM.79
- Savoia-Marchetti SM.81
- Savoia-Marchetti SM.84
- IAR-37
- IAR-80
- Saab 17
- Iliouchine DB-3
- Soukhoï Su-2

## Caractéristiques

### Caractéristiques générales
- Type : moteur à pistons à refroidissement par air - 14 cylindres en double étoile
- Alésage : 146 mm
- Course : 165 mm
- Taux de compression : 5,5:1
- Cylindrée : 38,72 l
- Diamètre : 1,296 m
- Masse à sec : 570 kg

### Composants
- Système de distribution : soupapes en tête actionnées par tiges et culbuteurs
- Compresseur : compresseur centrifuge à entraînement mécanique, un seul étage et une seule vitesse
- Système d'alimentation : carburateur Zenith-Stromberg NAR 125
- Carburant : essence à 87 d'indice d'octane
- Système de refroidissement : par air

### Performances
- Puissance développée (versions 14Kirs/jrs) :
  - 625 kW (850 ch) à 2 400 tr/min lors du décollage
  - 640 kW (870 ch) à 2 400 tr/min à 3 200 m d'altitude
  - 691 kW (940 ch) à 2 400 tr/min à 2 600 m d'altitude en surcharge (900 mmHg à l'admission)
- BMEP (Brake mean effective pressure Pression moyenne effective) : 121,5 psi (8,4 bar)
- Puissance spécifique : 16,53 kW/l
- Consommation spécifique : 328 g kW−1 h−1
- Consommation d'huile : 20 g kW−1 h−1
- Puissance massique : 1,12 kW/kg